# Edgard Van Bocxstaele
Edgard Van Bocxstaele surnommé Boxtje ou Bokken est un footballeur belge né le 2 décembre 1888 à Bruges (Belgique) et mort le 16 avril 1958 à Assebroek, Bruges (Belgique).

## Biographie
Edgard Van Bocxtaele  évolue comme attaquant d'abord au Cercle Sportif brugeois puis au FC brugeois. Avec cette dernière équipe, il est deux fois vice-champion de Belgique en 1910 et 1911.
Il a également joué neuf fois en équipe de Belgique.

## Palmarès
- International belge de 1908 à 1911 (9 sélections)
- Vice-Champion de Belgique en 1910 et 1911 avec le FC brugeois
- 123 matches et 24 buts marqués en Division 1[3]
- Finaliste de la Coupe de Belgique en 1914 avec le FC brugeois